# Předvýběr.CZ
PŘEDVÝBĚR.CZ s.r.o. je česká personální společnost, která se specializuje na předvýběr zaměstnanců. Je generálním partnerem mistrovského týmu florbalové superligy.

## Vlastníci agentury
Od června 2024 kontroluje většinový podíl fond rozvojového kapitálu Genesis Growth Equity Fund I. Personální agentura vznikla v roce 2008. Založili ji František Boudný a Vladimír Kočí, kteří společně pracovali v estonské personální společnosti CV-Online. Firma zaměstnává 50 lidí a v roce 2023 dosáhla tržeb 70 milionů Kč. Fond obvykle do cílových společností investuje 50-150 milionů Kč. Podíl nového majoritního vlastníka je 65 %, oba zakladatelé dál drží po 17,5 %. Ředitelem je František Boudný.

## Služba předvýběru
Agentura se soustředí na jednu z technik personalistiky, tj. předvýběr zájemců o práci. Podle požadavků zaměstnavatelů oslovuje uchazeče na trhu práce prostřednictvím online pracovních portálů a sociálních sítí, zaměstnance vyhledává i prostřednictvím externích databází a vlastní databáze.[zdroj?]

## Podpora sportu a dobrovolnictví
Součástí firemní kultury je podpora sportu a dobročinnosti. V sezóně 2017/18 se agentura stala partnerem mladoboleslavského florbalového týmu a v červenci 2020 se stala jeho titulárním partnerem. Klub tak hraje pod názvem Předvýběr.CZ Florbal Mladá Boleslav, hráči nesou na dresech firemní logo s rybou. Od šestnáctého ročníku v roce 2021 nese firemní název i Bike Maraton Vysočina. Předvýběr dlouhodobě podporuje i činnost spolku Dobré víly dětem.